# Cézanne (cráter)
Cézanne es un cráter de impacto de 67 km de diámetro del planeta Mercurio. Debe su nombre al pintor francés Paul Cézanne (1839-1906), y su nombre fue aprobado por la  Unión Astronómica Internacional en 1985.